# CubicWeb
CubicWeb est une plate-forme de développement d'application web sémantique, développé en Python par la société française Logilab.
CubicWeb est lauréat du concours Dataconnexions 2013, organisé par Etalab, la mission sous l’autorité du premier ministre[Lequel ?] pour l’ouverture des données publiques.
CubicWeb se sert des composants (appelés cubes) pour développer des applications.   
Disponible sous licence LGPL, il suit les principes de la programmation orientée objet.

## Caractéristiques
- un moteur qui utilise une représentation explicite du modèle de données de l'application,
- un langage de requête nommé RQL et le support de SPARQL du W3C,
- un mécanisme de sélection+vue qui permet la génération semi-automatique de XHTML / XML / JSON / RDF / texte,
- une bibliothèque de composants réutilisables (modèle de donnée et vues), appelés cubes, qui satisfait les besoins les plus courants,
- bases SQL, des annuaires LDAP, de Subversion et Mercurial pour le stockage des données.

Issu d'un projet de R&D commencé par Logilab en 2000, CubicWeb a adopté la licence LGPL depuis 2008.